# Open international du Haut-Poitou
L'Open international du Haut-Poitou était une compétition de golf qui s'est tenue chaque année de 2002 à 2015, à l'exception de 2010. Inscrite au calendrier du circuit européen de l'Alps Tour et du circuit français de l'AGF-Allianz golf Tour, elle avait lieu au golf du Haut-Poitou, à Saint-Cyr (Vienne).

## Palmarès
| Édition | Année | Date                   | Lieu                | Dotation     | Vainqueur           | Score       |
| ------- | ----- | ---------------------- | ------------------- | ------------ | ------------------- | ----------- |
| 13e     | 2015  | 18-20 septembre        | Golf du Haut-Poitou | 40 000 €     | Pep Angles          | 208 (−11)   |
| 12e     | 2014  | 19-21 septembre        | Golf du Haut-Poitou | 40 000 €     | Tobias Nemecz       | 208 (−11)   |
| 11e     | 2013  | 20-22 septembre        | Golf du Haut-Poitou | 40 000 €     | David Bobrowski     | 208 (−11) * |
| 10e     | 2012  | 22-24 juin             | Golf du Haut-Poitou | 40 000 €     | Sébastien Gros      | 211 (−8)    |
| 9e      | 2011  | 7-9 juillet            | Golf du Haut-Poitou | 40 000 €     | Michael Hill        | 217 (−12)   |
|         | 2010  | Non organisé           | Non organisé        | Non organisé |                     |             |
| 8e      | 2009  | 5-7 juin               | Golf du Haut-Poitou | 40 000 €     | Julien Xanthopoulos | 218 (−1)    |
| 7e      | 2008  | 6-8 juin               | Golf du Haut-Poitou | 40 000 €     | Adrien Mörk         | 209 (−10)   |
| 6e      | 2007  | 8-10 juin              | Golf du Haut-Poitou | 40 000 €     | Benoît Bozio        | 208 (−11)   |
| 5e      | 2006  | 7-9 septembre          | Golf du Haut-Poitou | 40 000 €     | Xavier Lazurowicz   | 213 (-6) *  |
| 4e      | 2005  | 20-22 octobre          | Golf du Haut-Poitou | 40 000 €     | Renaud Guillard     | 211 (-8)    |
| 3e      | 2004  | 30 septembre-3 octobre | Golf du Haut-Poitou | 40 000 €     | Éric Moreul         | 281 (-11)   |
| 2e      | 2003  |                        | Golf du Haut-Poitou |              | Raphaël Pellicioli  |             |
| 1e      | 2002  |                        | Golf du Haut-Poitou |              | Frédéric Cupillard  |             |

(*) Victoire en play-off. En 2013 David Bobrowski (France) bat Lukas Nemecz (Autriche). En 2006 Xavier Lazurowicz (France) bat Jérôme Forestier (France).